# ヨコクビガメ科
ヨコクビガメ科（ヨコクビガメか、Pelomedusidae）は、爬虫綱カメ目に属する科。模式属はヌマヨコクビガメ属。

## 分布
アフリカ大陸、南アメリカ大陸、ユーラシア大陸（イエメン西部、サウジアラビア南西部）、カーボベルデ、サントメ・プリンシペ、セーシェル、マダガスカルに自然分布。クリイロハコヨコクビガメがフランス（グアドループ）に移入。

## 形態
最大種はオオヨコクビガメで、最大甲長87cmと曲頸亜目最大種。最小種はヒメハコヨコクビガメで、最大でも12cmとこちらも曲頸亜目最小種でもある。アフリカヨコクビガメ亜科は比較的小型の種で形成されるが、最大種のノコヘリハコヨコクビガメは最大甲長46.5cmに達する。逆に大型種が多いナンベイヨコクビガメ亜科は最小種ズアカヨコクビガメでも最大甲長32cmになる。多くの種で頂甲板はない。
頸部はあまり長くならずまた垂直方向に曲げて頭部を甲羅の中に引っ込めることができないため、首を少し引っ込めた後に横に曲げて甲の縁につけることで頭部を守る。

## 生態
河川や湖、池沼、湿地に生息する。アフリカヨコクビガメ亜科は半水棲種で構成され陸にもあがり種によっては乾季には夏眠を行うのに対し、ナンベイヨコクビガメ亜科では日光浴や産卵以外では陸に上がらない水棲種が多い。
食性は雑食。アフリカヨコクビガメ亜科は動物食傾向の強い雑食に対し、ナンベイヨコクビガメ亜科の大型種では植物食傾向が強い。モンキヨコクビガメでは水面でプランクトンを水ごと飲んで濾し取るという捕食行動をとる。
繁殖形態は卵生。性染色体を持たず、発生時の温度により雌雄が決定すると考えられている（温度性決定）。

## 分類
本科は2亜科に分けられるが、それぞれを独立した科とする説もある。分類・和名は中井(2021)を参考。

### アフリカヨコクビガメ亜科　Pelomedusinae
- ヌマヨコクビガメ属 Pelomedusa
  - Pelomedusa barbata イエメンヌマヨコクビガメ Arabian helmeted turtle
  - Pelomedusa galeata クロヌマヨコクビガメ Black African helmeted turtle
  - Pelomedusa gehafie エリトリアヌマヨコクビガメ Eritrean helmeted turtle
  - Pelomedusa kobe タンザニアヌマヨコクビガメ Tanzanian helmeted turtle
  - Pelomedusa neumanni ビクトリアヌマヨコクビガメ Kenyan helmeted turtle
  - Pelomedusa olivacea オリーブヌマヨコクビガメ Sahelan helmeted turtle
  - Pelomedusa schweinfurthi コンゴヌマヨコクビガメ Central African helmeted turtle
  - Pelomedusa somalica ソマリアヌマヨコクビガメ Somalian helmeted turtle
  - Pelomedusa subrufa ミナミヌマヨコクビガメ African helmeted turtle
  - Pelomedusa variabilis ニシアフリカヌマヨコクビガメ West African helmeted turtle
- ハコヨコクビガメ属 Pelusios
  - Pelusios adansonii アダンソンハコヨコクビガメ Adanson's mud turtle
  - Pelusios bechuanicus オカバンゴハコヨコクビガメ Okavango mud turtle
  - Pelusios broadleyi トゥルカナハコヨコクビガメ Turkana mud turtle
  - Pelusios carinatus セウネハコヨコクビガメ African keeled mud turtle
  - Pelusios castaneus クリイロハコヨコクビガメ West African mud turtle
  - Pelusios castanoides キバラハコヨコクビガメ Yellowbelly mud turtle
  - Pelusios chapini オオハコヨコクビガメ Central African mud turtle
  - Pelusios cupulatta シロガオハコヨコクビガメ Ivory Coast mud turtle
  - Pelusios gabonensis モリハコヨコクビガメ African forest turtle
  - Pelusios marani マランハコヨコクビガメ Maran's mud turtle
  - Pelusios nanus ヒメハコヨコクビガメ African dwarf mud turtle
  - Pelusios niger クロハコヨコクビガメ West African black turtle
  - Pelusios rhodesianus ヘンゲハコヨコクビガメ Variable mud turtle
  - Pelusios seychellensis セーシェルハコヨコクビガメ Seychelles mud turtle
  - Pelusios sinuatus ノコヘリハコヨコクビガメ East African serrated mud turtle
  - Pelusios subniger ウスグロハコヨコクビガメ East African black turtle
  - Pelusios upembae ウペンバハコヨコクビガメ Upemba mud turtle
  - Pelusios williamsi ウィリアムズハコヨコクビガメ William's mud turtle

### ナンベイヨコクビガメ亜科　Podocneminae
- マダガスカルヨコクビガメ属 Erymnochelys
  - Erymnochelys madagascariensis マダガスカルヨコクビガメ Madagascan big-headed turtle
- オオアタマヨコクビガメ属 Peltocephalus
  - Peltocephalus dumeriliana オオアタマヨコクビガメ Big-headed Amazon river turtle
- ナンベイヨコクビガメ属 Podocnemis
  - Podocnemis erythrocepchala ズアカヨコクビガメ Red-headed Amazon river turtle
  - Podocnemis expansa オオヨコクビガメ South American river turtle
  - Podocnemis lewyana マグダレナヨコクビガメ Magdalena river turtle
  - Podocnemis sextuberculata ムツコブヨコクビガメ Six-tubercled Amazon river turtle
  - Podocnemis unifilis モンキヨコクビガメ Yellow-spotted river turtle
  - Podocnemis vogli サバンナヨコクビガメ Savanna side-necked turtle

## 人間との関係
生息地では食用とされることもある。オオヨコクビガメやモンキヨコクビガメは現地では卵を含めて食用や油の原料となるためしばしば乱獲されるが、現地で大規模に養殖もされている。ナンベイヨコクビガメ亜科の構成種は全て属や種単位でワシントン条約に掲載されている。
いくつかの種はペットとして流通、飼育されることがある。多くはアフリカヨコクビガメ亜科のヌマヨコクビガメ、クリイロヨコクビガメ（他種の名で販売されることも多い）で丈夫でさほど大型化しないことから曲頸亜目のみならず水棲ガメの飼育入門種として紹介されることもある。ナンベイヨコクビガメ亜科は流通が少ないが、最も流通しているのはモンキヨコクビガメだと思われる。しかしモンキヨコクビガメは熱帯域に生息することと大型化し活発に泳ぐことから、一般家庭での飼育は冬でもある程度の水温を維持した大型のケージが必要になる。

## 画像

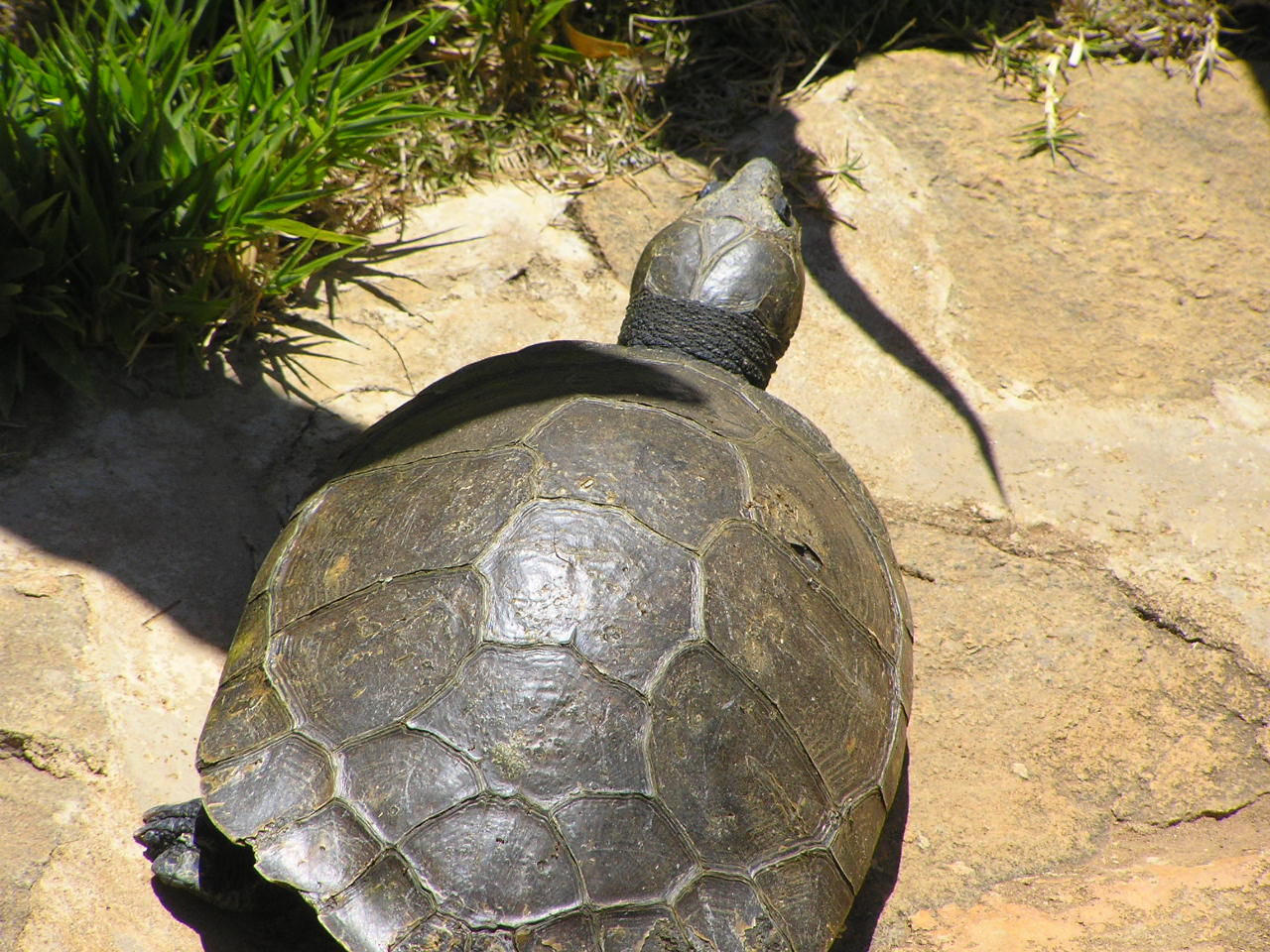
マダガスカルヨコクビガメ E. madagascariensis
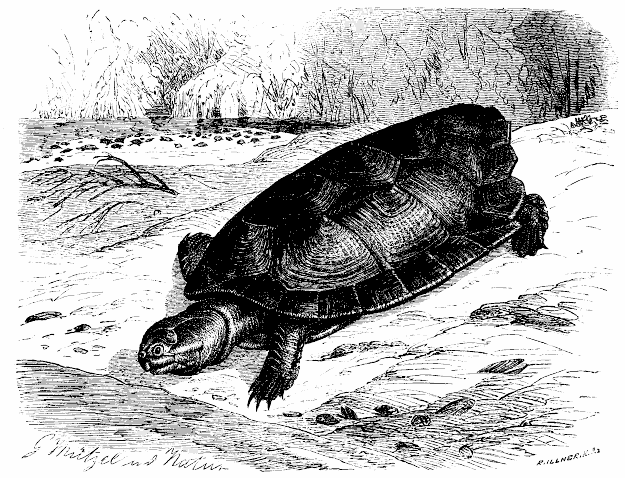
オオヨコクビガメ Podocnemis expansa